# ترانيم الغواية
ترانيم الغواية رواية للروائية الفلسطينية/الأردنية ليلى الأطرش. صدرت الرواية لأوّل مرة عام 2014 عن منشورات ضفاف في بيروت، بالاشتراك مع مكتبة كل شيء في حيفا. ودخلت في القائمة الطويلة للجائزة العالمية للرواية العربية لعام 2016، المعروفة باسم «جائزة بوكر العربية».

## حول الرواية
تروي الكاتبة الفلسطينية «ليلى الأطرش» في هذه الرواية حكاية «راوية أبو نجمة» مخرجة الأفلام الوثائقية، التي تعود بتصريح زيارة خاص إلى القدس التي عرفتها قبل هزيمة 1967 لتدبير أمور عمتها العجوز الوحيدة، وهدفها الخفي تصوير فيلم عن حياة الناس. ومن خلال ذاكرة «العمة»، وصديقتها زوجة «سدانة الحرم القدسي|سادن الحرم القدسي»، والصور والوثائق يتكشف ما خفي في قصة العشق المحرّم التي عاشتها العجوز يوما مع الخوري متري الحداد. تكشف أوراق الخوري أيضا عن مشاركته في النزاع مع البطريركية الأرثودكسية اليونانية من أجل تعريب الكنيسة، وهبة المسلمين في القدس بزعامة مفتي الديار لمناصرة العرب النصارى في هذا الصراع. وترصد تطور القدس الاجتماعي وصراع الأقوام عليها. نتعرف على القدس في زمن العثمانيين والانتداب على مدى ما يزيد على مائة سنة منذ أواخر القرن التاسع عشر حتى ما بعد الاحتلال الإسرائيلي. إنها رواية البشر في أزمنة التحولات الكبرى، الأخلاقية والسياسية والاجتماعية.